# Scutum (insect)

Onderdelen van het borststuk van een huisvlieg:
1 = prescutum
2 = scutum
3 = scutellum
4 = propleuron
5 = mesopleuron
6 = metapleuron
7 = prosternum
8 = mesosternum
9 = metasternum

Het scutum is een onderdeel van het borststuk van een insect. Scutum betekent schild. Het scutum is gelegen aan de bovenzijde van het borststuk en is bij de meeste insecten prominent aanwezig. Het scutum wordt vaak vergezeld van een scutellum (aan de achterzijde) en een prescutum (aan de voorzijde).